# Szászka
Szászka, 1911-ig Románszászka (Oláhszászka, románul: Sasca Română) falu Romániában, a Bánátban, Krassó-Szörény megyében.

## Fekvése
Oravicabányától 31 kilométerre délre, hegyektől körülvett medencében, a Néra bal partján fekszik.

## Története
Első említése 1569-ből való, mint Sasqa (transzliteráció arab írásból). A helyi emlékezet szerint egykor a Nigei fennsíkon feküdt, lakói onnan költöztek le a völgybe. 1690-ben 26, 1717-ben 28, 1776-ban 160 házból állt. Nem tartozott a katonai határőrvidékhez, de lakói a bogodinciakkal és a makovistyeiekkel együtt 1807-ben odacsatolását kérvényezték. 1828-ban 2026 lakosa volt és hetivásárokat tartott – piackörzetéhez 22 falu tartozott. Hagyományos pásztorfalu volt. A családok fele a hegyek között saját kalyibával (állandó pásztorszállással) bírt, ahol a legtöbbször egy idősebb férfi családtag élt, és gondozta a juhokat és kecskéket. A fiatalabb családtagok a faluban éltek, igyekeztek a kevés szántóföldön biztosítani megélhetésüket, fuvaroztak, erdőmunkát vállaltak, vagy az aninai bányákban dolgoztak. Nyáron a család közösen kaszálta le az állatok takarmányát. A faluban ezenkívül sok fazekas is élt, és lakosai 32–34°-os cujkát főztek. Házai csupán a 19. század közepéig épültek fából, később mészkőből, agyaggal tapasztva. Az 1930-as évekig használták még a zsindelyfedést, de közben egyre inkább teret nyert a tetőcserép. Baptista gyülekezete 1922-ben alakult. 1944-ben, a front átvonulása idején lakói a pásztorszállásokon húzták meg magukat. A 20. század második felében lakossága felére nőtt, és a legutóbbi népszámláláson az 1828-as népességszám kevesebb mint negyedét írták össze. Az 1940-es évek kb. ezer háza helyett mára alig négyszáz ház áll a faluban.
1880-ban 1275 lakosából 1233 volt román és 32 cigány anyanyelvű; 1206 ortodox és 19 római katolikus vallású.
2002-ben 451, román nemzetiségű lakosából 418 volt ortodox és 22 baptista vallású.

## Látnivalók
- A Néra-szurdok.
- Ortodox temploma 1771-ben épült. Ikonosztáza a templommal egykorú, festményei kecskebőrre készültek.

## Források

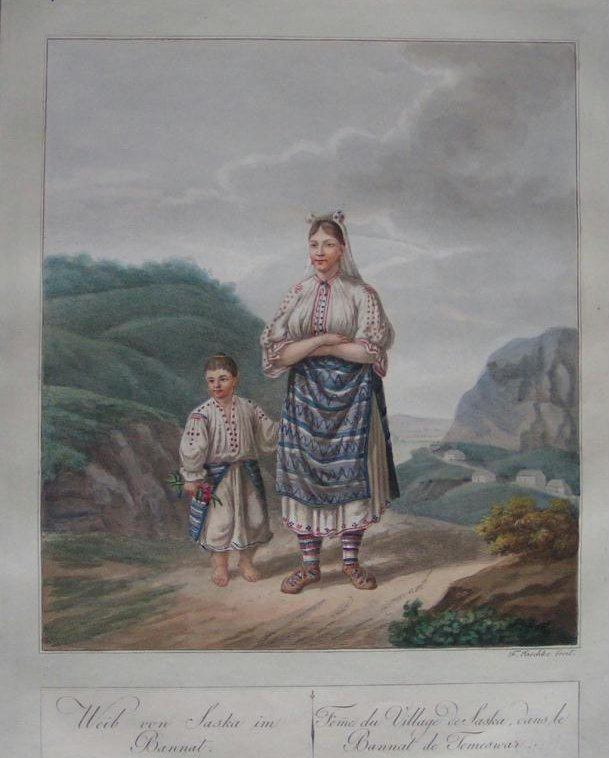
Szászkai román nő gyermekével, 1821-ben